# Teatr tm

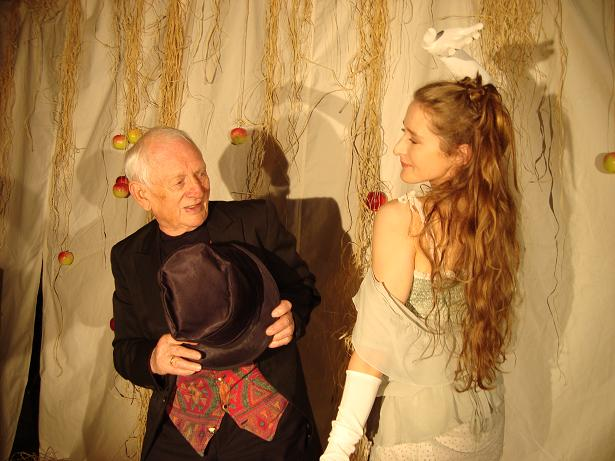
Agnieszka Sitek i Witold Pyrkosz w spektaklu "Eksperyment Adam i Ewa" - Teatr tm

teatr tm – stowarzyszenie teatralne, założone w 2009 przez byłych aktorów Teatru Ochoty. 
Teatr nie posiada własnej sceny. Przez pierwszy sezon (marzec-czerwiec 2009) gościł w Centrum Promocji Kultury, mieszczącym się przy ul. Podskarbińskiej 2. Biuro teatru mieści się w Warszawie przy ul. Lwowskiej 13.
Głównym celem stowarzyszenia jest propagowanie teatru jako syntezy wszystkich sztuk: literatury, muzyki i sztuk plastycznych. Spektakle teatru tm charakteryzuje skupienie na kulturze słowa. Stowarzyszenie zajmuje się również edukacją teatralną. Do zespołu należą m.in. Tomasz Mędrzak, Agnieszka Sitek, Cezary Morawski i Waldemar Barwiński. 

## Repertuar teatru
- "Drugi pokój" / "Kibice" autor: Zbigniew Herbert / Elin Rachnew, reżyser: Tomasz Mędrzak
- "John i Mary" autor: Mervyn Jones, reżyser: Tomasz Mędrzak
- "Piranie w akwarium" autor: Ryszard Marek Groński, reżyser: Tomasz Mędrzak
- "Sara & Joe" autor: Tom Kempinski, reżyser: Tomasz Mędrzak
- "Sztuka" autor: Yasmina Reza, reżyser: Tomasz Mędrzak
- "Eksperyment Adam i Ewa" autor: Mark Twain, reżyser: Tomasz Mędrzak
- Lekcja teatralna - "Śluby panieńskie"; autor: Aleksander Fredro, reżyser: Tomasz Mędrzak
- Lekcja teatralna - Kafka, Gombrowicz, Lem; autor: Franz Kafka / Witold Gombrowicz / Stanisław Lem, reżyser: Cezary Morawski